# Ocupação alemã de Luxemburgo durante a Segunda Guerra Mundial

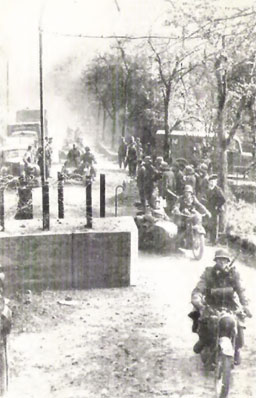
Tropas alemãs invadindo Luxemburgo.

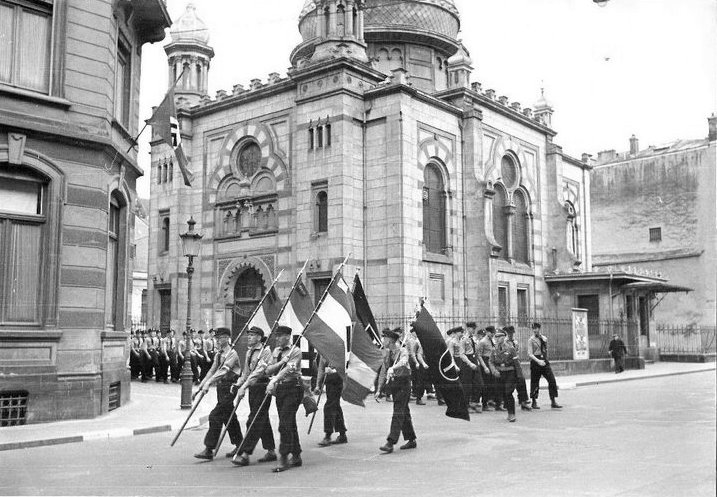
Nazistas marchando em frente a uma sinagoga na cidade de Luxemburgo.

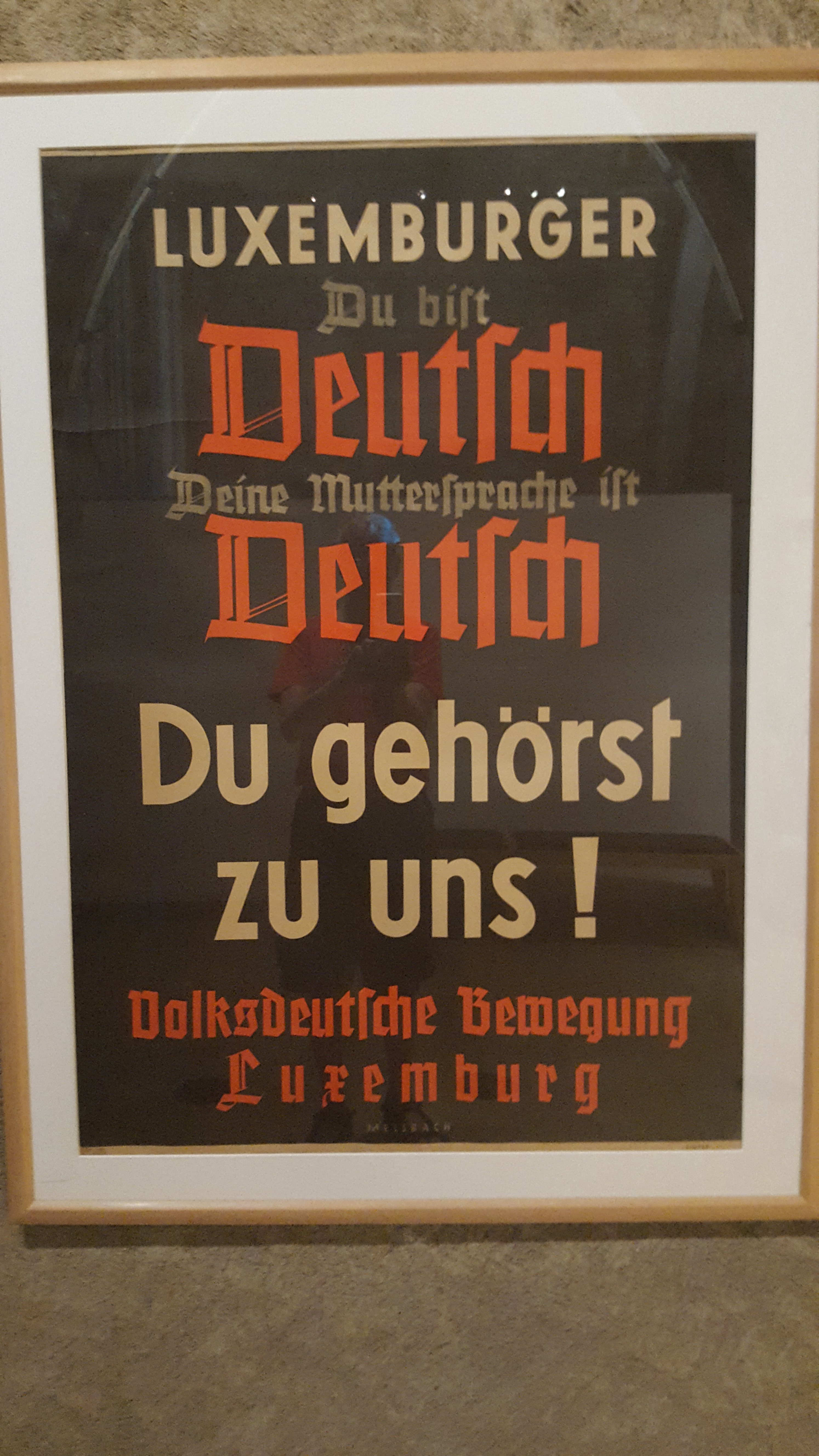
Propaganda alemã durantte a ocupação:"Luxemburguês você é alemão; a sua língua materna é o alemão".

A Ocupação alemã de Luxemburgo durante a Segunda Guerra Mundial começou em maio de 1940 após o Grão-Ducado do Luxemburgo ter sido invadido,  sem declaração de guerra,   pela Alemanha Nazista. Apesar do país ser neutro, Luxemburgo tinha uma posição estratégica ao fim da linha Maginot francesa.
Em 10 de maio de 1940, a Wehrmacht (forças armadas alemãs) invadiu Luxemburgo e também  a Bélgica e os Países Baixos, abrindo o caminho para a próxima invasão da França.
Luxemburgo foi então colocado sob administração do exército alemão, mas logo depois um governo civil assumiu até que o país foi formalmente anexado à Alemanha Nazista. Os alemães acreditavam que o território luxemburguês era parte do Reich Alemão e iniciaram um programa de repressão cultural, especialmente para livrar o país da influência francesa. Um pequeno número de cidadãos de Luxemburgo colaborou com os nazistas, enquanto outros iniciaram uma resistência contra os alemães. A partir de 1942, cerca de 1 500 a 2 000 luxemburgueses se alistaram voluntariamente nas forças armadas alemãs, o que não correspondeu de longe aos números desejados pelo exército alemão. Paul Dostert afirma que vários casos indicam que muitos "voluntários" não eram de facto voluntários: numerosos casos são conhecidos onde criminosos, mentalmente perturbados e associais se voluntariaram para evitar serem enviados para um campo de concentração. Em Outubro de 1942, os ocupantes forçaram o serviço militar obrigatório.  Enquanto isso, cerca de 3 500 judeus de Luxemburgo foram mortos no Holocausto. O processo de libertação do país pelos Aliados finalmente começou em setembro de 1944, mas foi atrasado devido a ofensiva alemã nas Ardenas. Os nazistas só foram expulsos em definitivo no começo de 1945. O número de vítimas luxemburguesas saldou-se em cinco mil e setecentos, o que corresponde a 2% da população de 1940, a maior perda desse tipo na Europa Ocidental. Além disso, 18.658 edifícios foram destruídos ou fortemente danificados, representando 1/3 de todos os edifícios no Luxemburgo (afetando 39% da população).

## Antecedentes
O Luxemburgo já tinha sofrido uma ocupação alemã durante a Primeira Guerra Mundial, com o  pretexto de apoio germânico aos exércitos na França vizinha. Entre agosto de 1914 até meados de novembro de 1918, embora sob ocupação militar, Luxemburgo manteve o seu governo próprio e o seu sistema político. Praticamente sem exército próprio, o país não teve outra hipótese senão manter a neutralidade.
As tropas alemãs concentraram-se em Luxemburgo para conduzir as suas operações na Bélgica e em França. A ocupação trouxe uma série de calamidades, como dificuldades de abastecimento, racionamento, aumento dos preços, desemprego, contrabando e miséria operária.
Em novembro de 1918, a Alemanha assinou o armistício de Compiègne com os Aliados, pondo fim aos combates. Conforme as condições do armistício, as tropas alemãs se retiraram de todos os territórios ocupados, incluindo o Luxemburgo.
No início da Segunda Guerra Mundial, em Setembro de 1939, Luxemburgo declarou-se neutro, principalmente na esperança de que isso fosse suficiente para impedir uma nova ocupação alemã. As forças armadas tinham sido  aumentadas para um máximo de 268 gendarmes e 425 soldados de uma  companhia de voluntários e na fronteira com a Alemanha foi criada a "Linha Schuster", um conjunto de bloqueios de estradas, em betão com portas de aço, para proteger as principais passagens fronteiriças; todas estas medidas visavam, acima de tudo,  tranquilizar a opinião pública interna, fortemente preocupada com a política agressiva da Alemanha. A nível militar, estas forças do Luxemburgo - mínimas, devido ás restrições do Tratado de Londres de 1867 -  só poderiam abrandar um eventual invasor.

## A Invasão
As portas de aço da Linha Schuster foram fechadas em 10 de maio de 1940 às 03:15, após relatos de movimento de tropas alemãs na fronteira.   A família real foi evacuada de sua residência em Colmar-Berg para o palácio Grand Ducal em Luxemburgo. Cerca de 30 minutos depois, ao amanhecer, vários aviões alemães foram avistados sobre a capital  do Luxemburgo, na direção da Bélgica.
A invasão alemã começou às 04:35, quando várias divisões Panzer atravessaram a fronteira em Wallendorf-Pont, Vianden e Echternach. Rampas de madeira foram usadas para atravessar as armadilhas de tanques da Linha Schuster.  Houve troca de tiros, mas os alemães não encontraram  resistência significativa, exceto algumass pontes destruídas e algumas minas terrestres, já que a maioria do Corpo de Voluntários Luxemburgueses permaneceu nos quartéis. A fronteira foi defendida apenas por soldados que se voluntariaram para o serviço de guarda e gendarmes. Ao fim do dia, Luxemburgo estava totalmente dominado.
A Grã-Duquesa do Luxemburgo e o seu governo fugiram para a Grã-Bretanha.

## A Ocupação

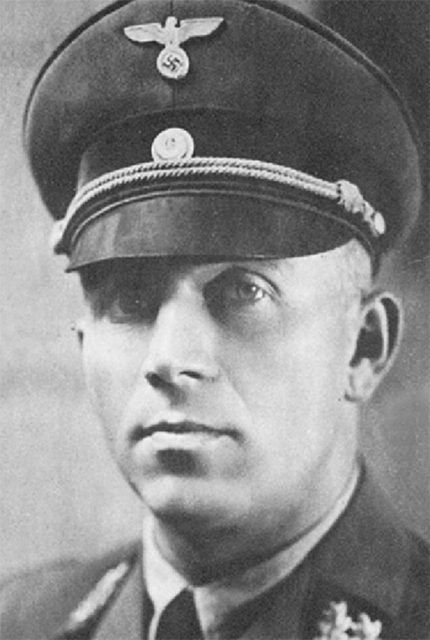
Gustav Simon

O Luxemburgo foi submetido a um regime de ocupação militar, mas após 28 de Junho de 1940 o governo passou para uma administração civil alemã sob o Gauleiter Gustav Simon; o país foi anexado ao Gau de Trier-Koblenz (em fevereiro de 1941 renomeado Moselland), antes de ser formalmente anexado ao Reich em Agosto de 1942. O povo do Luxemburgo foi considerado pelos ocupantes como pertencente à etnia germânica e Gustav Simon iniciou no país a política do Heim ins Reich ( "retorno ao Reich"), tentando convencer os luxemburgueses de sua pertença ao povo alemão ; foi iniciada uma ampla política de germanização, tendendo sobretudo a suprimir o uso da língua francesa em favor do alemão, proibindo seu uso em público, na toponímia  e em nomes . Ao mesmo tempo, foi iniciada uma política sistemática de desmantelamento do aparelho de Estado luxemburguês: no final de 1940, todos os partidos políticos foram abolidos, o Parlamento e os tribunais do Luxemburgo foram dissolvidos e as leis e tribunais alemães entraram em vigor; foi também lançada uma vasta campanha para persuadir os luxemburgueses a requererem a cidadania alemã e a aderirem ao partido nazi, que, no entanto, deu fracos resultados. 
Em 10 de outubro de 1941, foi realizado um censo da população, em que cerca de 98% dos recenseados declararam a nacionalidade luxemburguesa, recusando a cidadania alemã e provocando represálias da Gestapo.
Em 30 de Agosto de 1942, os ocupantes anunciaram que todos os jovens luxemburgueses nascidos entre 1920 e 1927 seriam obrigatóriamente incorporados na Wehrmacht, para combater os Aliados. A este anúncio seguiu-se uma greve geral - uma raridade em territórios sob ocupação nazi - violentamente reprimida. Cerca de 20 cidadãos considerados responsáveis foram fuzilados.

### Judeus do Luxemburgo
No início da Segunda Guerra Mundial havia cerca de 3 500 judeus a viver no Luxemburgo: comunidades judaicas estavam presentes no país desde o século XIII, mas a maior parte da população era constituída por judeus da Europa Oriental que tinham fugido para o Luxemburgo nas primeiras décadas do século XIX, incluindo cerca de 1 000 judeus alemães que tinham fugido  da Alemanha no início dos anos trinta.
Durante o período de ocupação, foram  confiscados bens pertencentes a famílias judaicas, mas inicialmente não foram adoptadas regras restritivas específicas para os judeus; as autoridades alemãs encorajaram a emigração e, entre Agosto de 1940 e Outubro de 1941, cerca de 2.500 judeus residentes no Luxemburgo deixaram o país, emigrando principalmente para a França de Vichy  ou Portugal  . A 5 de Setembro de 1940, Gustav Simon  ordenou a aplicação das leis de Nuremberga no território, e as restrições para a população judaica tornaram-se progressivamente mais severas: foi imposta a obrigação de usar a estrela amarela nas roupas, o saque dos seus bens e dinheiro aumentou, foi-lhes proibido o acesso a locais públicos e muitos perderam os seus empregos.
No início de Outubro de 1941 havia cerca de 750 judeus no país, e a partir de 16 de Outubro,  de 674 destes foram gradualmente reunidos e encerrados no campo de trânsito de Funfbrunnen, de onde seriam deportados para o gueto de Lodz e para o campo de concentração de Theresienstadt; a partir daqui os judeus do Luxemburgo foram enviados para o campo de extermínio de Sobibor e para o campo de concentração de Majdanek e Bergen-Belsen. O último grupo de 11 deportados foi enviado diretamente para o campo de concentração de Auschwitz em Junho de 1942.
Em 17 de junho de 1943, Gustav Simon declarou que Luxemburgo era um território "limpo de judeus". As grandes sinagogas das cidades de Luxemburgo e Esch-sur-Alzette foram completamente demolidas, enquanto as de Ettelbruck e Mondorf-les-Bains foram seriamente danificadas. Dos 674 luxemburgueses deportados para os campos de extermínio, apenas 36 sobreviveram até serem libertados  . Também  a pequena comunidade cigana foi vítima da perseguição alemã: cerca de 200 Roma foram deportados e mortos durante o período da Segunda Guerra Mundial .

### Colaboracionismo
Mesmo antes da guerra do Luxemburgo, já existia um pequeno partido de extrema direita, o Partido nacional Luxemburguês (LNP), fundado em 1936, mas que nunca tinha conseguido um grande número de seguidores. A 17 de Maio de 1940, com a aprovação das autoridades ocupantes, o professor universitário Damian Kratzenberg fundou o Volksdeutsche Bewegung ("Movimento Popular Alemão" ou VDB), um movimento de  inspiração nazi que foi declarado pelos alemães como o único partido político legal de todo o Luxemburgo . O VDB foi utilizado pelos alemães para propagar a política de germanização e o Heim ins Reich, bem como para apoiar a anexação de Luxemburgo ao Reich. O movimento atingiu o máximo de 84.000 membros, embora os próprios alemães tenham admitido que apenas 5% deles poderiam ser considerados como verdadeiros apoiantes: o registro no movimento era muitas vezes necessário para manter o emprego.
O recrutamento no "Corpo de Gendarmes e Voluntários"  do exército luxemburguês,  anterior à invasão, continuou durante os primeiros meses da ocupação e até 4 de Dezembro de 1940, quando a formação foi enviada para a Alemanha para ser transformada numa unidade de polícia alemã; nessa qualidade, serviu em vários locais da Europa ocupada,nomeadamente participando na luta contra os guerrilheiros jugoslavos.   A Wehrmacht lançou igualmente uma campanha de incentivo ao recrutamento de voluntários luxemburgueses nas forças armadas alemãs, mas o número total de recrutas não ultrapassou cerca de 2.000 homens , para além de outros 110 voluntários para as Allgemeine SS.
Em 30 de Agosto de 1942, em resultado da anexação total do país ao Reich, foi introduzido no Luxemburgo o recrutamento obrigatório.  Apesar da elevada taxa de recusa e deserção, entre 12.035 e 12.500    luxemburgueses foram recrutados para as  várias forças armadas alemãs. Os luxemburgueses, considerados como cidadãos do Reich, não serviram em unidades especialmente a si dedicadas, mas foram dispersos pelas várias formações alemãs. Os mortos  e desaparecidos entre os recrutados  luxemburgueses foram estimados entre 2 750 e 3 700 homens. O recrutamento para o Reichsarbeitsdienst (RAD), o serviço de trabalho do Reich, foi tornado obrigatório para o resto da população útil.